# Викентий Аженский
Викентий (умучен около 300 года) — диакон из Гаскони, священномученик Аженский. День памяти — 9 июня.
Святой Викентий (Vincent of Agen), диакон из Гаскони, Галлия, был схвачен за нарушение языческой службы. Он был распростёрт на земле, привязан к четырём кольям, бит изрядно, после чего обезглавлен. Святого Викентия похоронили в Ле-Мас-д'Аженэ.